# Gongora irmgardiae
Gongora irmgardiae är en orkidéart som beskrevs av Rudolph Jenny. Gongora irmgardiae ingår i släktet Gongora och familjen orkidéer.
Artens utbredningsområde är Colombia. Inga underarter finns listade i Catalogue of Life.

## Bildgalleri

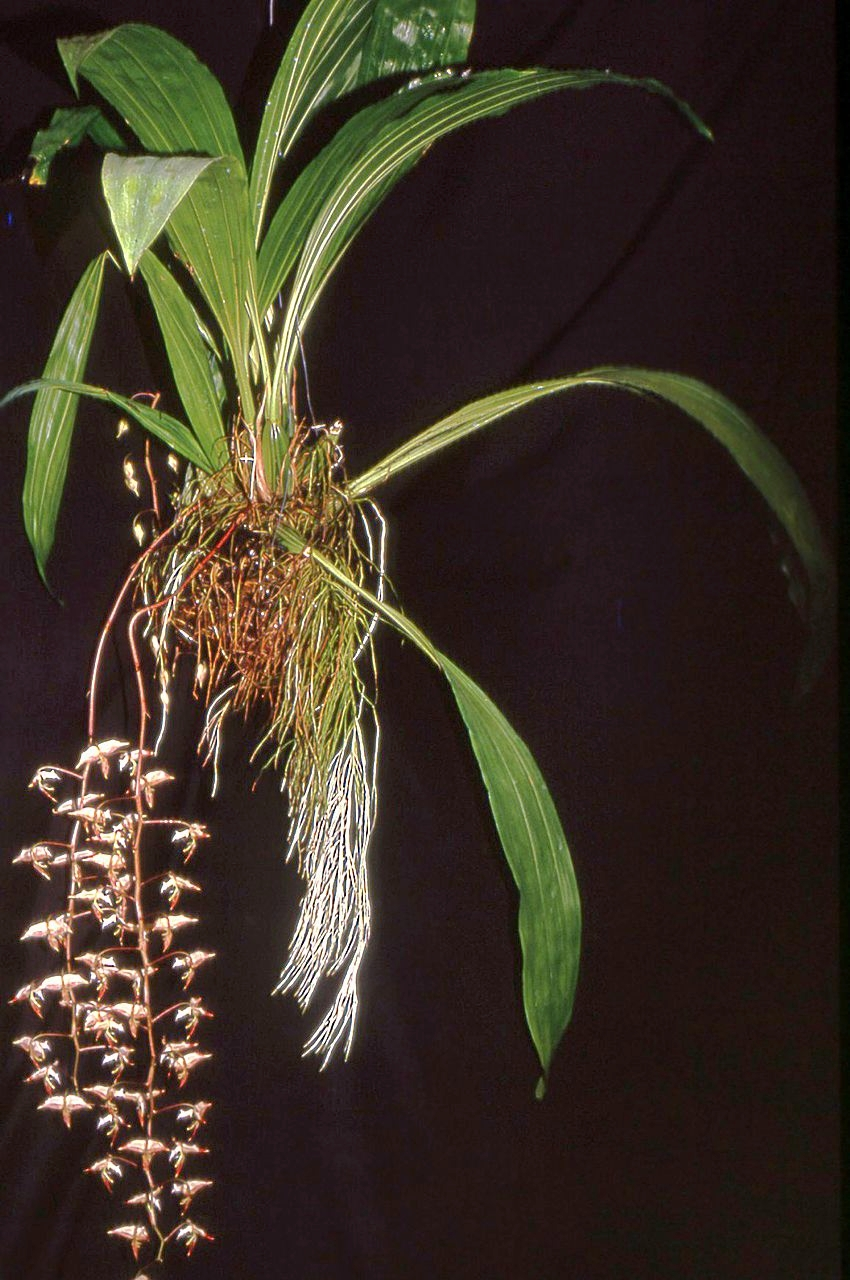
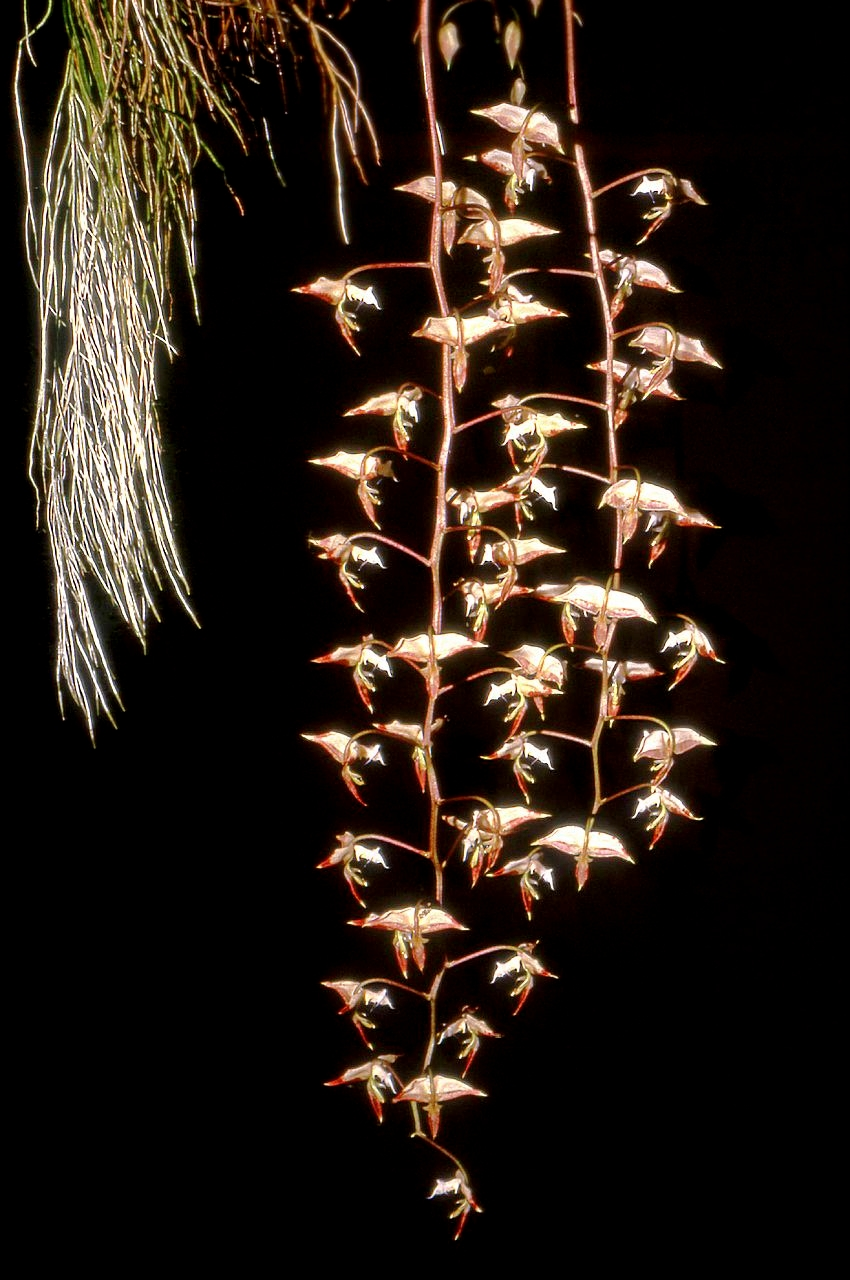
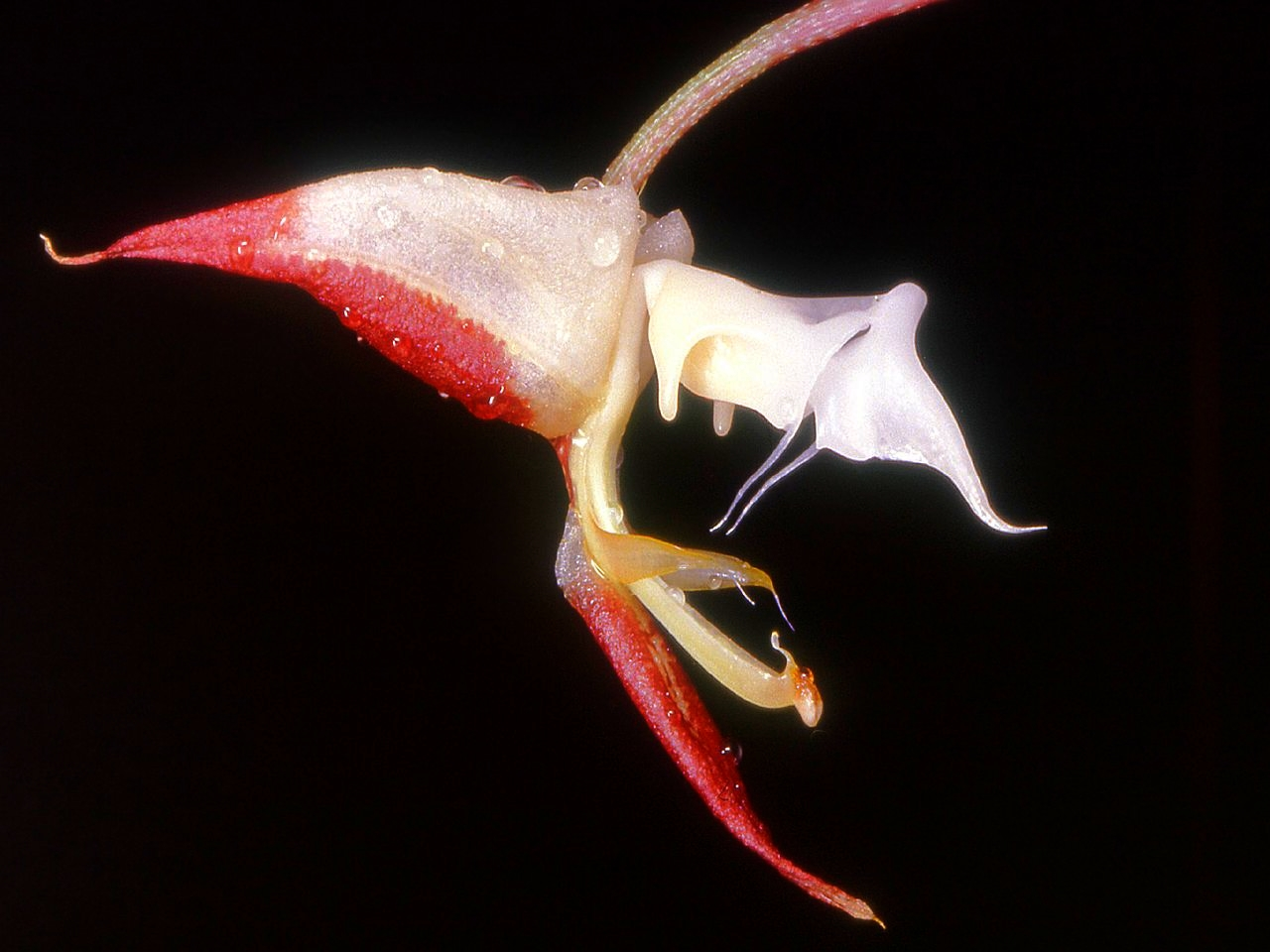
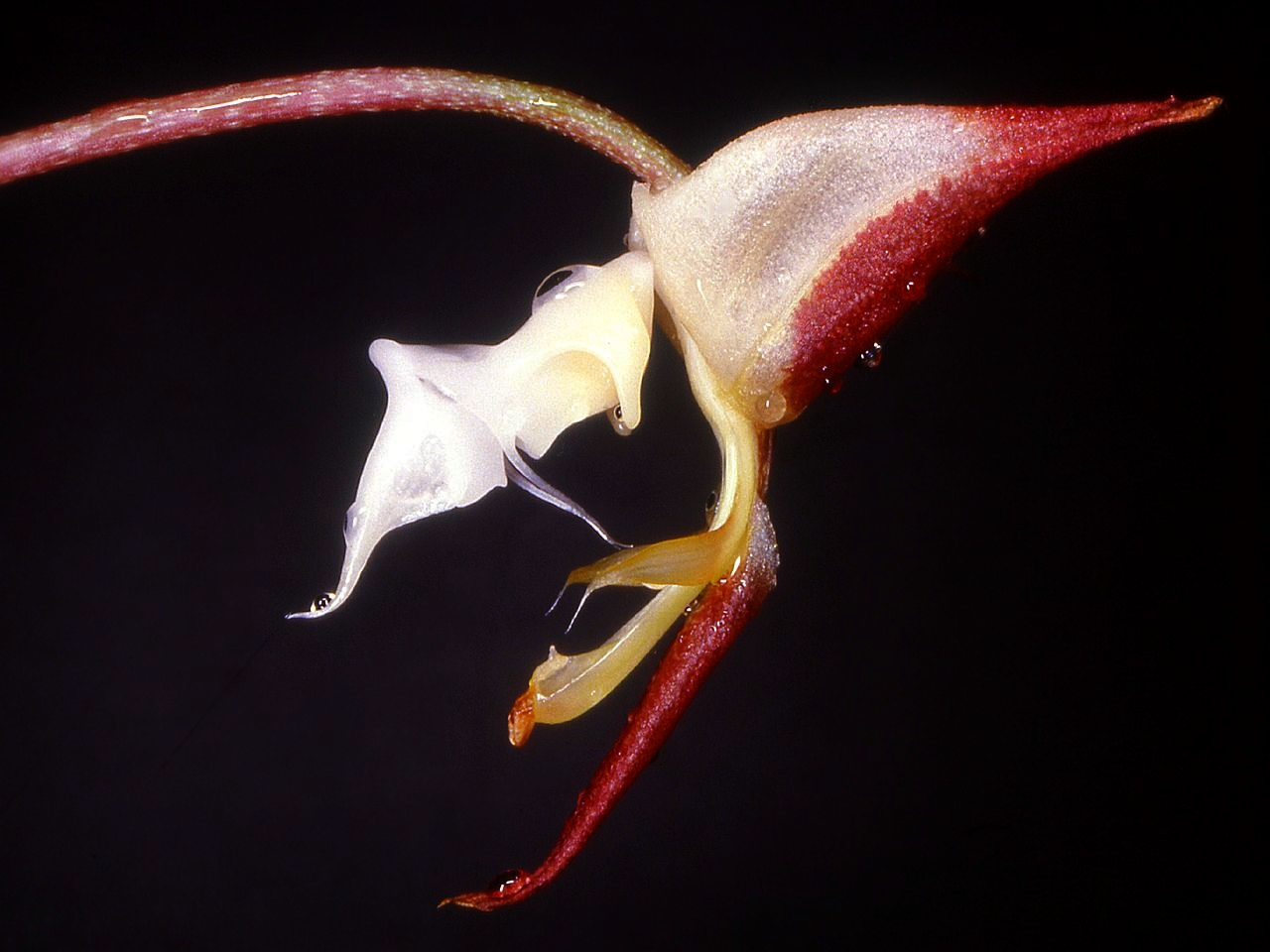
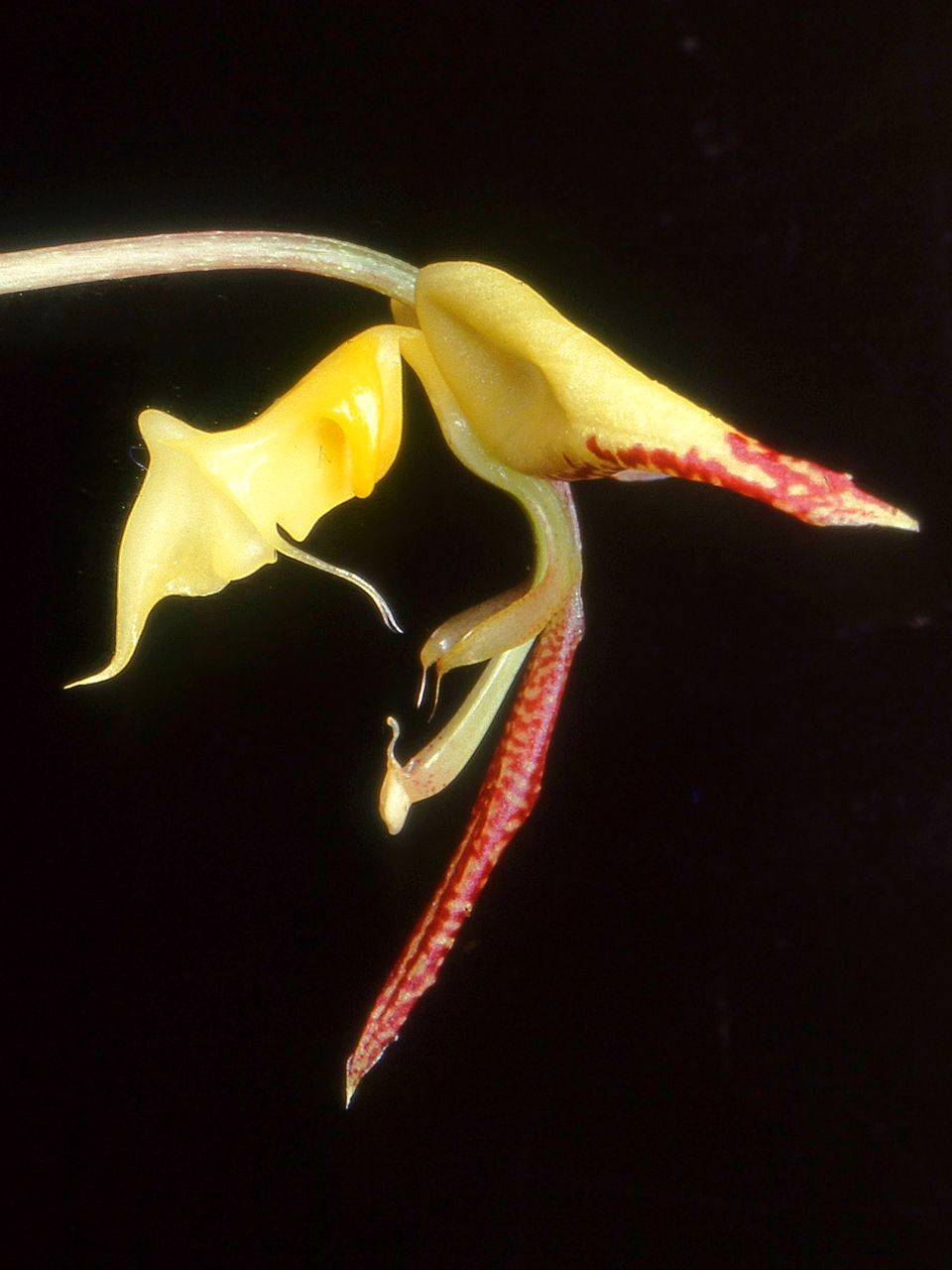
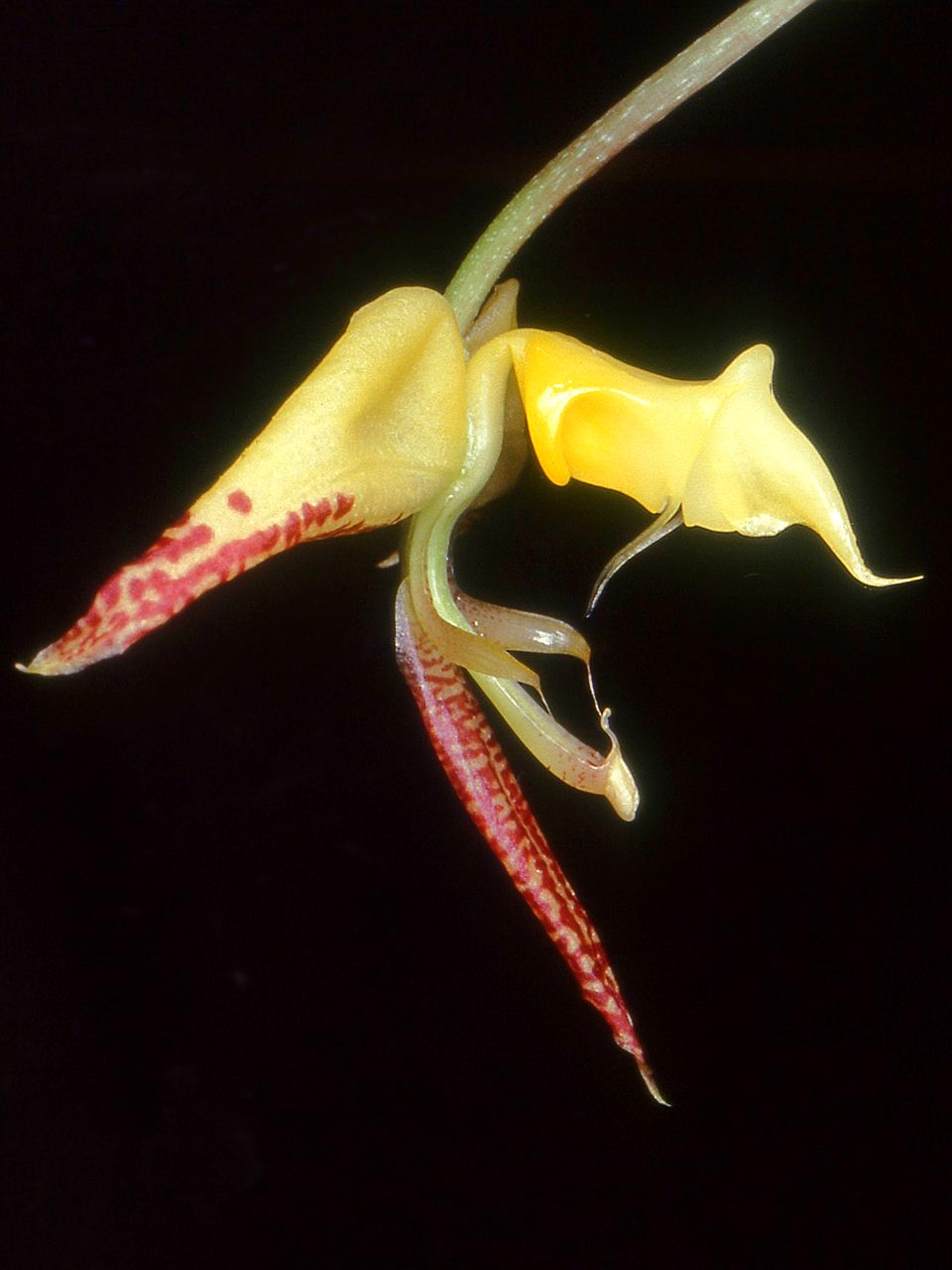